# What We Do in the Shadows (Fernsehserie)
What We Do in the Shadows ist eine amerikanische Comedy-Horror-Fernsehserie aus dem Jahr 2019. Sie stammt von Jemaine Clement und basiert auf dem gleichnamigen Spielfilm von Clement und Taika Waititi aus dem Jahr 2014 (deutscher Titel 5 Zimmer Küche Sarg). Im Stil einer Mockumentary werden Einblicke in die Wohngemeinschaft von vier Vampiren und ihrem menschlichen Diener in New York gegeben. Die Serie wird seit dem 27. März 2019 auf FX ausgestrahlt. Die deutsche Synchronisation zeigt Joyn Plus+ seit dem 6. Februar 2020.
Seit dem 22. Januar 2025 ist neben den anderen Staffeln auch die sechste (finale) Staffel als Stream auf Disney+ in Deutschland verfügbar.

## Handlungsgerüst
Ein Filmteam dreht eine Dokumentation über vier Vampire, die seit über 100 Jahren gemeinsam in einer Villa auf Staten Island leben. Drei von ihnen – Nandor, Laszlo und Nadja – sind klassische Vampire, die nachtaktiv sind, die Gestalt einer Fledermaus annehmen können, sich von menschlichem Blut ernähren und tagsüber in Särgen schlafen. Prinzipiell unsterblich können ihnen nur Tageslicht, Kruzifixe, Weihwasser und die Pfählung durch einen Holzpflock den Garaus machen. Auch menschliche Nahrung vertragen sie nicht, und sie wird nach Verzehr schnell wieder in hohem Bogen ausgeschieden. Der vierte Vampir Colin Robinson ist ein so genannter „Energievampir“, der sich davon ernährt, anderen Lebewesen die Energie zu entziehen. Im Unterschied zu seinen Kollegen ist er ein Tagwandler. Sein bevorzugtes Jagdgebiet ist ein Großraumbüro, wo er seine Kollegen durch langweilige Gespräche und nervtötende Ticks auslaugt. Doch scheut er auch nicht davor zurück, sich an der Energie seiner vampirischen Mitbewohner zu laben, weswegen er von diesen gemieden wird.
Komplettiert wird die Wohngemeinschaft durch Guillermo de la Cruz, Nandors menschlichen „Vertrauten“, was ein Euphemismus dafür ist, dass er als dessen Diener fungiert, ihm aus dem und in den Sarg hilft, ihn auf seine Unternehmungen begleitet, die Leichen beseitigt, die Villa in Schuss hält und manchmal auch gegen unwillkommene Eindringlinge verteidigt. Seine große Sehnsucht ist es, von seinem Meister eines Tages selbst zum Vampir gemacht zu werden, wozu Nandor allerdings keine Absicht erkennen lässt. Auch Laszlo und Nadja, die schon seit Jahrhunderten verheiratet sind, haben vorübergehend Vertraute, die aber zumeist schnell durch Unfälle und vampirische Übergriffe dahinscheiden.

## Figuren
| Figur                | Darsteller        | Deutscher Sprecher |
| -------------------- | ----------------- | ------------------ |
| Nandor               | Kayvan Novak      | Alexander Brem     |
| Laszlo Cravensworth  | Matt Berry        | Thomas Wenke       |
| Nadja                | Natasia Demetriou | Christine Stichler |
| Guillermo de la Cruz | Harvey Guillén    | Martin Bonvicini   |
| Colin Robinson       | Mark Proksch      | Jakob Riedl        |

### Nandor
Nandor, der „Gnadenlose“, ist mit 758 Jahren der älteste der Vampire. Er war ein Krieger des Osmanischen Reichs und Herrscher des fiktiven Königreiches Al Quolanudar im südlichen Iran. Mit seinem Harem von 37 Frauen ist er verantwortlich für eine umfangreiche Nachkommenschaft. In der Villa fühlt er sich als selbsternannter Hausvorstand und ruft immer wieder zu Meetings in der Bibliothek zusammen. Von seiner einstigen Machtfülle ist jedoch nicht mehr übriggeblieben als sein Vertrauter Guillermo, der sich noch von ihm herumkommandieren lässt. Äußerlich ist Nandor groß und stark, innerlich streiten Gutherzigkeit und gelegentlich aufflammende Mordlust. Die erlernten Verhaltensweisen als Krieger in der alten Welt erweisen sich den Problemen in der modernen Welt nicht immer als angemessen. In seiner verschlafenen Entwicklung der Welt erinnert er an Rip Van Winkle.

### Laszlo
Laszlo Cravensworth war ein englischer Aristokrat, ehe ihn seine Frau Nadja zum Vampir machte. Wie seine Vampirfreunde wurde er vor 200 Jahren aus Europa vertrieben. Er liebt Musik und Gärtnerei, wobei er die Hecken der Villa mit Vorliebe in der Form von weiblichen Genitalien zurechtschneidet. Überhaupt ist er sexuell sehr aktiv und immer interessiert an neuen Bekanntschaften, egal welchen Geschlechts. Er hält sich für ein Geschenk unwiderstehlicher Schönheit, schwelgt gerne im seligen Überschwang und strahlt eine verweichlichte Dekadenz aus.

### Nadja
Nadja ist eine Roma und machte ihren Mann Laszlo zum Vampir. Sie ist die Matrona des Vampirhaushalts und vermutlich die Intelligenteste unter den Vampiren, aber immer wieder launenhaft, kindisch und selbstherrlich. Ihre Kommentare über die männlichen Kollegen bewegen sich zwischen Zynismus und harschen Beleidigungen. Nach Worten ihrer Schauspielerin soll die Figur genauso eigensinnig, ekelhaft, begriffsstutzig und geil herüberkommen wie ihre männlichen Kollegen. Selbst nach 200 Jahren in der neuen Welt ist ihr Englisch immer noch stark akzentbehaftet und von grammatikalischen Fehlern durchsetzt. Auch Nadja ist außerehelichen Abenteuern nicht abgeneigt. Sie hat seit vielen hundert Jahren einen menschlichen Geliebten namens Gregor, der immer wieder in neuer Gestalt reinkarniert, doch schon kurz darauf geköpft wird.

### Colin
Colin Robinson ist der jüngste der Vampire und fällt als Energievampir – nicht nur äußerlich mit Glatze, Brille und beigen Pullovern – aus dem Rahmen. Von den anderen drei Vampiren wird er gerne links liegengelassen und muss in einem Keller der Villa hausen. Er ernährt sich von der Energie anderer Lebewesen, und da ihm das Tageslicht nichts ausmacht, kann er dieser Tätigkeit in einem Großraumbüro nachgehen, in dem er wochentags arbeitet und seine Kollegen bis zur Erschöpfung langweilt. Nathanael Häfner beschreibt: „Gewissermaßen der vampirgewordene nervige Kollege, der bei jeder Runde durchs Büro von seinem Wikipedia-Wissen oder automatischen Rasenmähern erzählt.“ Seine übermenschlichen Fähigkeiten, andere zu langweilen, bis er sie in einem Zustand der Besinnungslosigkeit versetzt hat, greift den Topos der hypnotischen Fähigkeiten in traditionellen Vampirgeschichten auf.

### Guillermo
Guillermo de la Cruz ist der einzige menschliche Mitbewohner in der Vampir-WG. Er wohnt in einer Besenkammer unter der Treppe und ist als „Vertrauter“ Nandors dessen persönlicher Diener. Dabei beschützt er seinen Meister in den Tagesstunden genauso, wie er ihm in den Nachtstunden frisches Blut zuführt. Was immer die Vampire an grobem Unfug anrichten, bringt er in Ordnung, wischt das Blut weg und entfernt die Leichen, ohne dafür Dankbarkeit zu ernten. Der Grund, warum er dies alles erduldet, ist, dass er sich seit dem Film Interview mit einem Vampir nichts sehnlicher wünscht als selbst ein Vampir zu werden. Doch Nandor, der von den Diensten seines Vertrauten abhängig ist, hält ihn nun schon seit 10 Jahren hin.
In seiner nerdigen Bedürftigkeit ist Guillermo eine Mischung aus Groupie und Laufbursche, er selbst würde sich gerne als Nandors Freund sehen, doch ist er nur sein Sklave. Seine Tragödie setzt den Gegenpunkt zur leichten, oft albernen Komödie der Vampire. Dabei wandelt sich seine Rolle mit dem Ende der ersten Staffel, als Guillermo erfährt, dass er ein ferner Nachkomme des Vampirjägers Van Helsing aus Dracula ist. Plötzlich entdeckt er eigene Kräfte, beginnt heimlich Vampire zu töten, wenn auch nur solche, die seinen Meister bedrohen. Zwar hält er noch immer treu zu Nandor, doch tut er dies aus einem gestärkten Selbstbewusstsein heraus. Die Frage drängt sich auf, ob er gar nicht dazu bestimmt ist, ein Vampir zu werden, sondern diese zu töten.

Darsteller
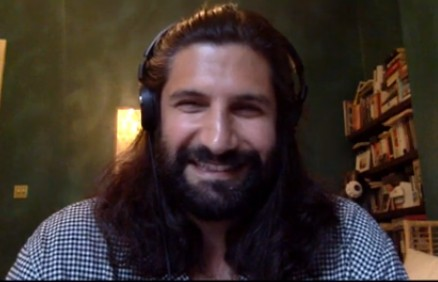
Kayvan Novak (2020) – Nandor
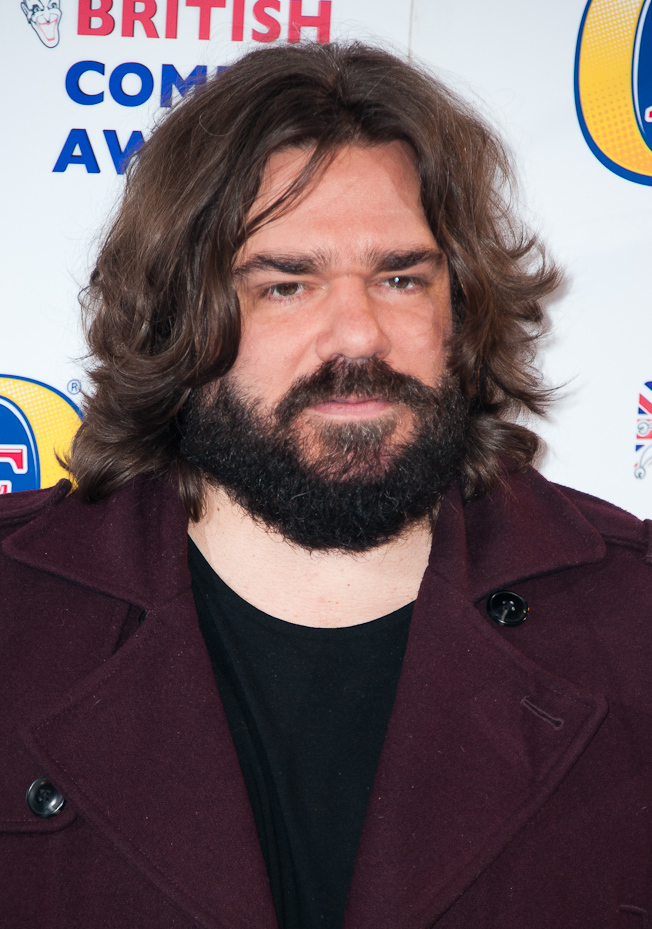
Matt Berry (2013) – Laszlo
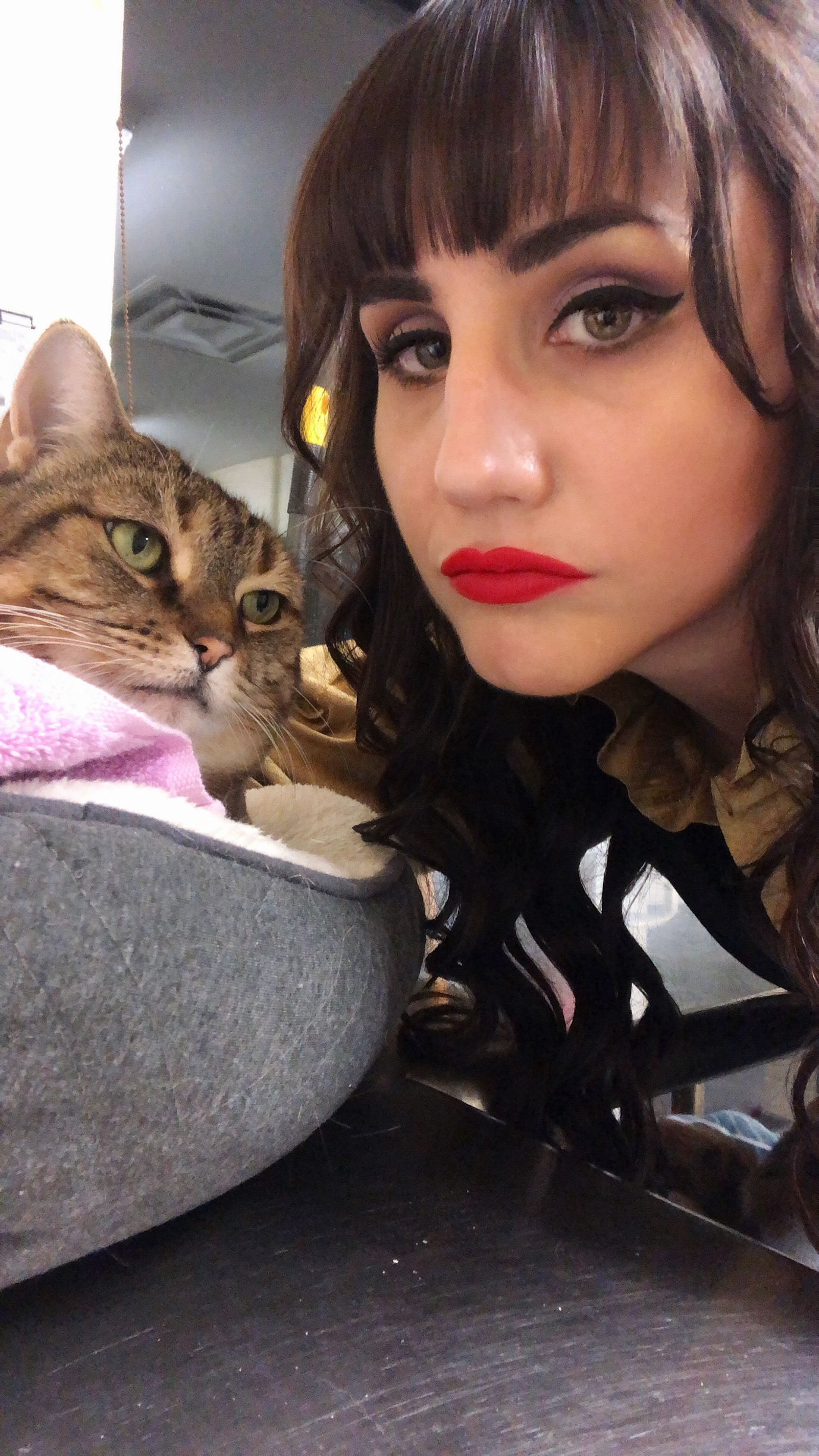
Natasia Demetriou (2018) – Nadja
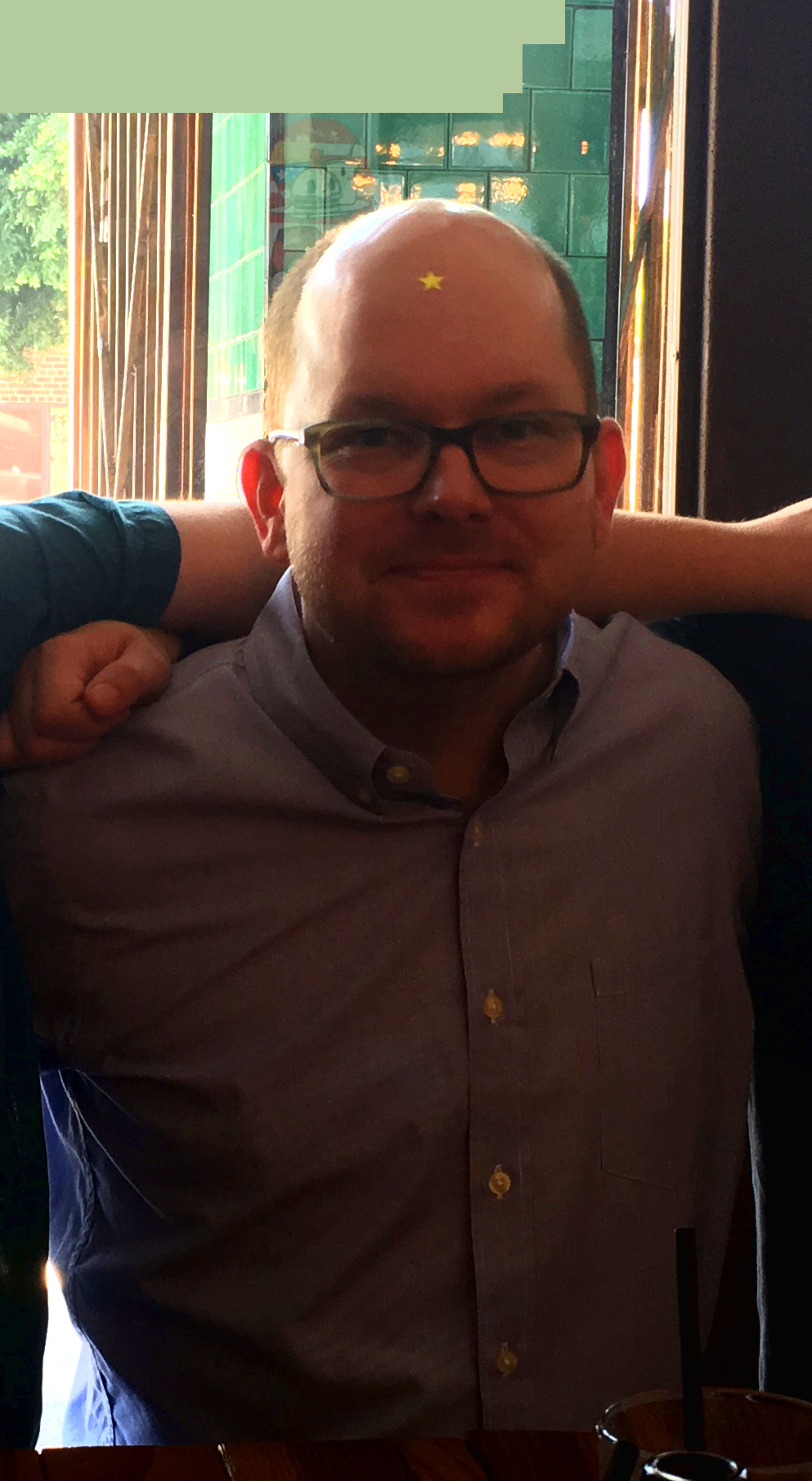
Mark Proksch (2016) – Colin
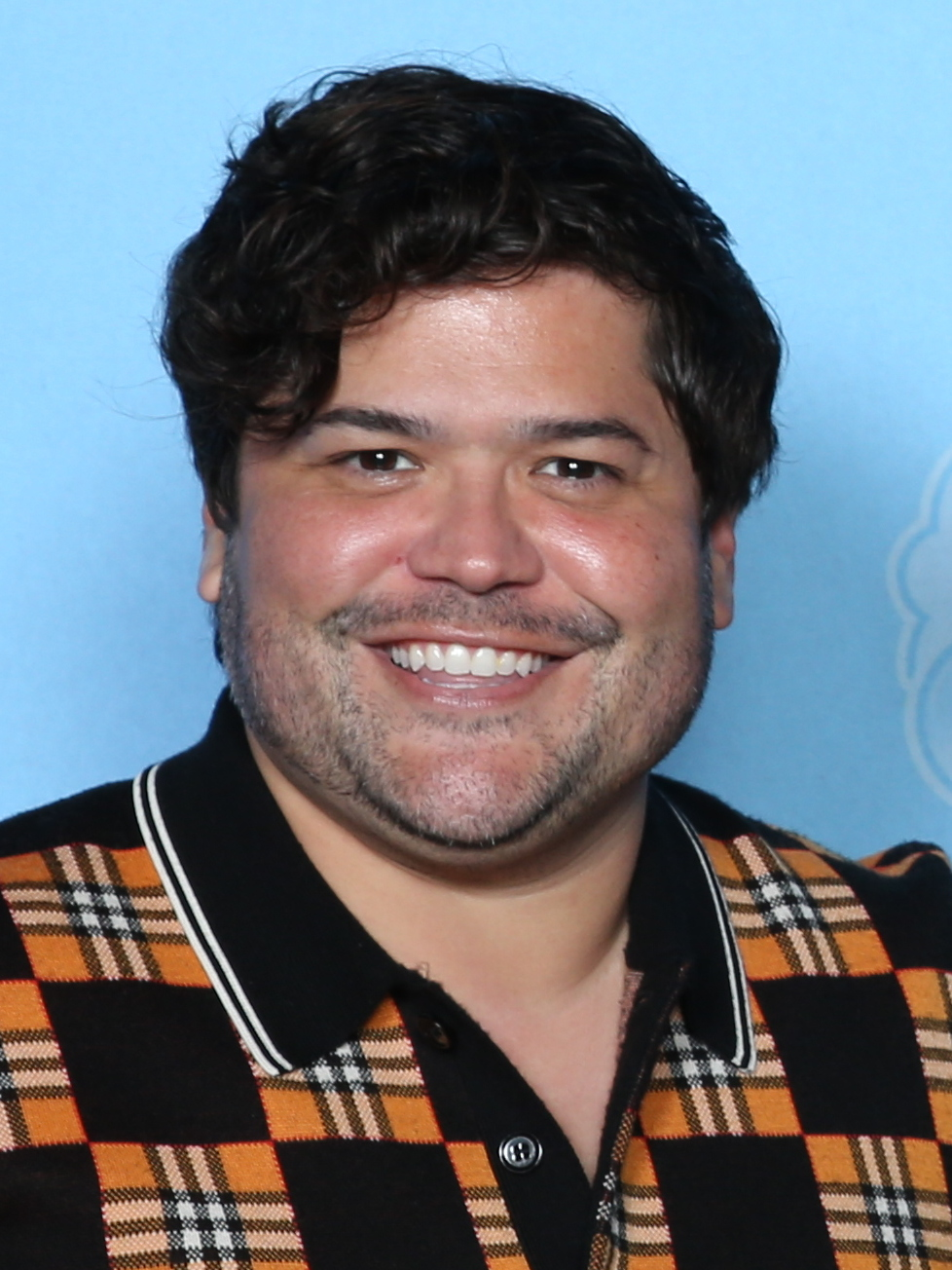
Harvey Guillén (2022) – Guillermo

## Inszenierung

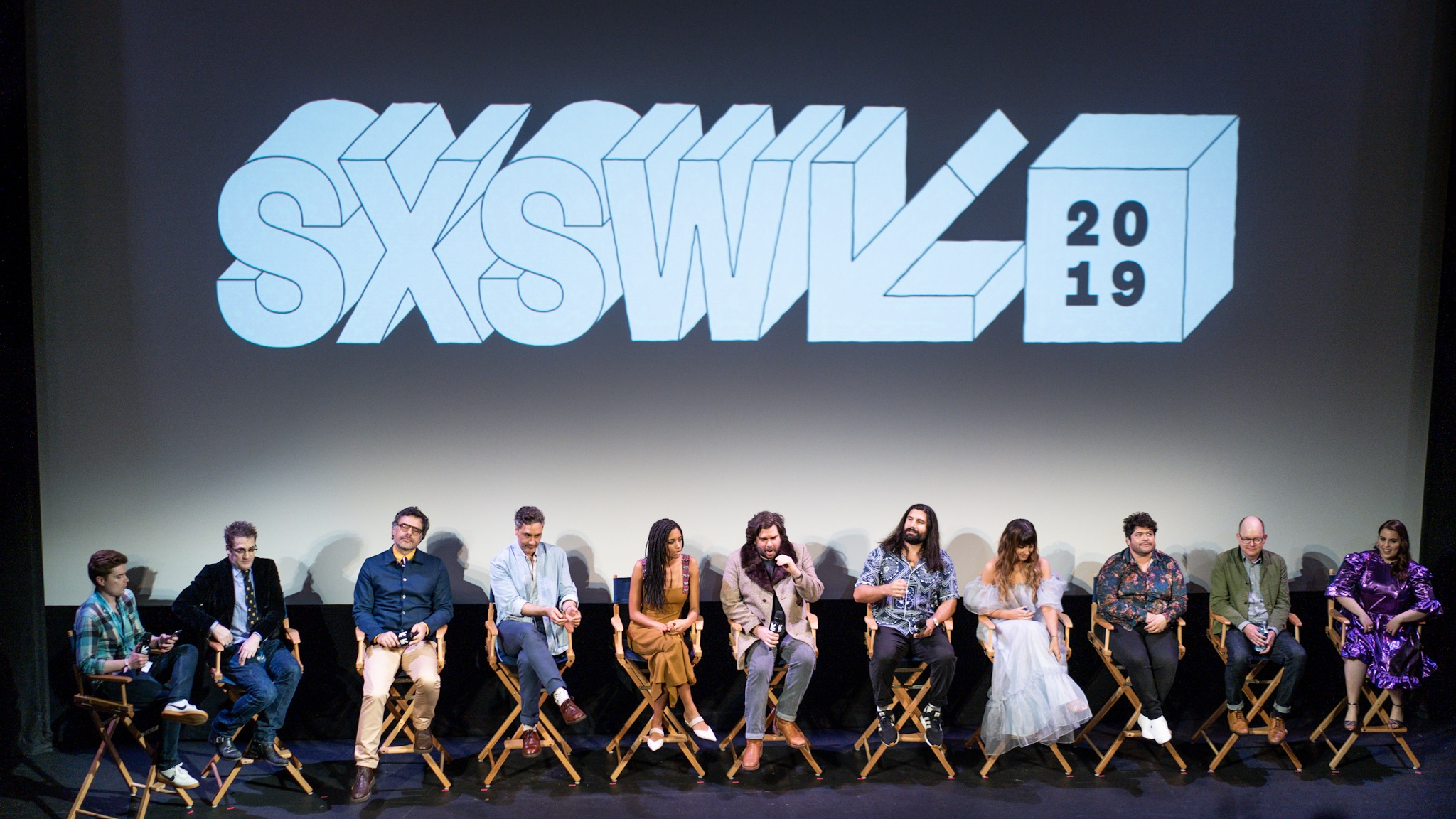
Produzenten und Darsteller der Serie auf dem SXSW 2019

What We Do in the Shadows ist im Stil einer Mockumentary inszeniert, also einer Parodie auf einen Dokumentarfilm. Solche Mockumentarys sind im Comedy-Bereich schon durch Serien wie The Office, The Comeback oder Modern Family etabliert. Auch der Film 5 Zimmer Küche Sarg war in diesem Stil gehalten, ebenso wie sein neuseeländischer Ableger Wellington Paranormal. Die Erlebnisse der Vampire werden dem Zuschauer durch den Blick einer fiktiven Filmcrew transportiert, die vorgeblich das Recht erhalten hat, den Alltag der Vampire in ihrer Villa zu dokumentieren. In gestellten Interviews wenden sich die einzelnen Figuren direkt in die Kamera und geben ihre Stellungnahmen ab. Teilweise wird die Filmcrew auch in die Handlung eingebunden, wenn etwa ein Mitglied der Begegnung mit einer untoten Kreatur zum Opfer fällt.
Einen großen Einfluss auf das Design des Films hatte Francis Ford Coppolas Vampirfilm Bram Stoker’s Dracula. Insbesondere bei der Innenausstattung der Villa ließen sich die Designer der Serie von Coppolas Vorbild beeinflussen. Allerdings wurde der Prunk und die Kostspieligkeit in Coppolas Film verknüpft mit einer Atmosphäre des Niedergangs. Die Vampire haben ihre einst prunkvolle Behausung inzwischen heruntergewirtschaftet und verkommen lassen. So gibt es neben satten Rottönen auch Gelbtöne, die zu einem warmen Braun verblasst sind. Auch für die Trickfilmtechnik stand Coppolas Klassiker Pate. Drehbuchautor und Produzent Paul Simms beschrieb, dass er wie Coppola die meisten Filmtricks ganz altmodisch in der Kameraeinstellung selbst umgesetzt und keine modernen CGI-Techniken verwendet hat.
Bei der Titelmusik der Serie wurde ebenfalls auf ein altmodisches Musikstück zurückgegriffen, die kombinierte erste und letzte Strophe des Songs You’re Dead der amerikanischen Folksängerin Norma Tanega aus dem Jahr 1966. Begleitet wird der Vorspann durch Fotos aus dem Alltagsleben der Vampire, quasi dem Familienalbum der Vampir-WG. Ein weiteres, häufig benutztes Stilmittel ist die laut Axel Weidemann „virtuose Einblendung von Gemälden, Illustrationen, Kupferstichen und spiritistischen Fotos“, mit denen die Erzählungen aus der Vergangenheit der Vampire untermalt werden. Teilweise handelt es sich um originale historische Kunstwerke, teilweise auch um extra für die Serie gefertigte moderne Nachstellungen in altertümlichen Kostümen.

## Episodenliste
| Staffel | Episodenanzahl | Erstausstrahlung USA | Erstausstrahlung USA | Deutschsprachige Erstausstrahlung (D) |
| Staffel | Episodenanzahl | Premiere             | Finale               | Finale                                |
| ------- | -------------- | -------------------- | -------------------- | ------------------------------------- |
| 1       | 10             | 27. März 2019        | 29. Mai 2019         | 6. Februar 2020                       |
| 2       | 10             | 15. April 2020       | 10. Juni 2020        | 13. August 2020                       |
| 3       | 10             | 2. September 2021    | 28. Oktober 2021     | 24. Februar 2022                      |
| 4       | 10             | 12. Juli 2022        | 6. September 2022    | 12. Januar 2023                       |
| 5       | 10             | 13. Juli 2023        | 31. August 2023      | 27. Dezember 2023                     |
| 6       | 11             | 21. Oktober 2024     | 16. Dezember 2024    | 22. Januar 2025                       |